# Siphamia majimai
Siphamia majimai is een straalvinnige vissensoort uit de familie van kardinaalbaarzen (Apogonidae). De wetenschappelijke naam van de soort is voor het eerst geldig gepubliceerd in 1958 door Matsubara & Iwai.